# Lars-Eric Kjellgren
Lars-Eric Kjellgren (né le 28 août 1918 à Arvika et mort le 10 février 2003  à Stockholm) est un réalisateur suédois.

## Filmographie
- 1947 : Tappa inte sugen
- 1948 : Soldat Boum (Soldat Bom)
- 1949 : Greven från gränden
- 1949 : Pappa Bom
- 1950 : Medan staden sover
- 1951 : Tull-Bom
- 1952 : Säg det med blommor
- 1952 : Blondie, Biffen och Bananen
- 1952 : Flyg-Bom
- 1953 : I dimma dold
- 1953 : Ingen mans kvinna
- 1955 : Våld
- 1956 : Hårda leken, Den
- 1957 : Nattens ljus
- 1957 : Far till sol och vår
- 1958 : Lek på regnbågen
- 1959 : Brott i paradiset